# Байса (Бурятия)
Ба́йса (бур. Байса — «утёс, скала») — посёлок в Баунтовском эвенкийском районе Бурятии. Входит в сельское поселение «Амалатское».

## География
Расположен в 62 км к югу от районного центра, села Багдарин, на левом берегу реки Большой Амалат, по восточной стороне автодороги Р437 Романовка — Багдарин. Центр сельского поселения, посёлок Монгой, находится в 20 км к востоку от Байсы.

## Население
| 2002 | 2010 |
| ---- | ---- |
| 0    | →0   |